# Saison 3 d'Austin et Ally
Chronologie
Saison 2 Saison 4
Cet article présente la troisième saison de la série télévisée américaine Austin et Ally.

## Épisodes

### Épisode 1:Une tournée mouvementée
- États-Unis : 27 octobre 2013 sur Disney Channel
- France,  Suisse et  Belgique : 19 mars 2014 sur Disney Channel France[1],[2]

- Chasin' the Beat of My Heart
- The Me That You Don't See(acoustique),
- You Don't See Me (version de Dez)
- Living in the Moment (instrumental)

### Épisode 2:Notre vie sans Austin
- États-Unis : 3 novembre 2013 sur Disney Channel
- France,  Suisse et  Belgique : 26 mars 2014 sur Disney Channel France

### Épisode 3:Les Petits Souliers d'Austin
- États-Unis : 10 novembre 2013 sur Disney Channel
- France,  Suisse et  Belgique : 5 avril 2014 sur Disney Channel France

### Épisode 4:Meilleures Amies
- États-Unis : 24 novembre 2013 sur Disney Channel
- France,  Suisse et  Belgique : 9 avril 2014 sur Disney Channel France

Kiersey Clemons (Kira Star)

### Épisode 5:L'Esprit de Noël
- États-Unis : 1er décembre 2013 sur Disney Channel
- France,  Suisse et  Belgique : 29 novembre 2014 sur Disney Channel France

### Épisode 6:Problème d'autorité
- États-Unis : 19 janvier 2014 sur Disney Channel
- France,  Suisse et  Belgique : 16 avril 2014 sur Disney Channel France

### Épisode 7:Austin & Roxy
- États-Unis : 26 janvier 2014 sur Disney Channel
- France,  Suisse et  Belgique : 27 avril 2014 sur Disney Channel France

### Épisode 8:Austin et sa princesse
- États-Unis : 9 février 2014 sur Disney Channel
- France,  Suisse et  Belgique : 30 avril 2014 sur Disney Channel France

### Épisode 9:Docteur Cupidon
- États-Unis : 9 mars 2014 sur Disney Channel
- France,  Suisse et  Belgique : 7 mai 2014 sur Disney Channel France

### Épisode 10:Doutes
- États-Unis : 16 mars 2014 sur Disney Channel
- France,  Suisse et  Belgique : 21 mai 2014 sur Disney Channel France

### Épisode 11:Dez derrière la caméra
- États-Unis : 13 avril 2014 sur Disney Channel
- France,  Suisse et  Belgique : 13 mai 2014 sur Disney Channel France

### Épisode 12:Le rival d'Austin
- États-Unis : 22 juin 2014 sur Disney Channel

### Épisode 13:Podium et premiers pas
- États-Unis : 29 juin 2014 sur Disney Channel
- France,  Suisse et  Belgique : 13 septembre 2014 sur Disney Channel France

### Épisode 14:Un fan envahissant
- États-Unis : 13 juillet 2014 sur Disney Channel
- France,  Suisse et  Belgique : 20 septembre 2014 sur Disney Channel France

### Épisode 15:Austin et les Zaliens
- États-Unis : 27 juillet 2014 sur Disney Channel
- France,  Suisse et  Belgique : 27 septembre 2014 sur Disney Channel France

### Épisode 16:La Valse des cavaliers
- États-Unis : 10 août 2014 sur Disney Channel
- France,  Suisse et  Belgique : 4 octobre 2014 sur Disney Channel France

### Épisode 17:Le Bal de promo
- États-Unis : 24 août 2014 sur Disney Channel
- France,  Suisse et  Belgique : 11 octobre 2014 sur Disney Channel France

### Épisode 18:Compte à rebours vidéo
- États-Unis : 21 septembre 2014 sur Disney Channel
- France,  Suisse et  Belgique : 1er novembre 2014 sur Disney Channel France

### Épisode 19:Beauté et Méchanceté
- États-Unis : 28 septembre 2014 sur Disney Channel
- France,  Suisse et  Belgique : 8 novembre 2014 sur Disney Channel France

### Épisode 20:Halloween et Terreurs
- États-Unis : 5 octobre 2014 sur Disney Channel
- France,  Suisse et  Belgique : 18 octobre 2014 sur Disney Channel France

### Épisode 21:Adieu Sonic Boom
- États-Unis : 12 octobre 2014 sur Disney Channel
- France,  Suisse et  Belgique : 15 novembre 2014 sur Disney Channel France

### Épisode 22:La Soirée d'une vie
- États-Unis : 23 novembre 2014 sur Disney Channel
- France,  Suisse et  Belgique : 22 novembre 2014 sur Disney Channel France

Austin et Ally sont tous les deux nommés pour la même récompense et décident d'aller à la cérémonie pour la première fois en tant que couple. Mais Jimmy Star, le producteur d'Austin lui interdit de fréquenter Ally en public. Austin doit faire un choix entre sa relation avec Ally ou à abandonner sa carrière musicale. 
Carrie part à Los Angeles mais Dez ne veut pas rompre avec elle donc il part avec elle...